# ماهیگیری روی یخ

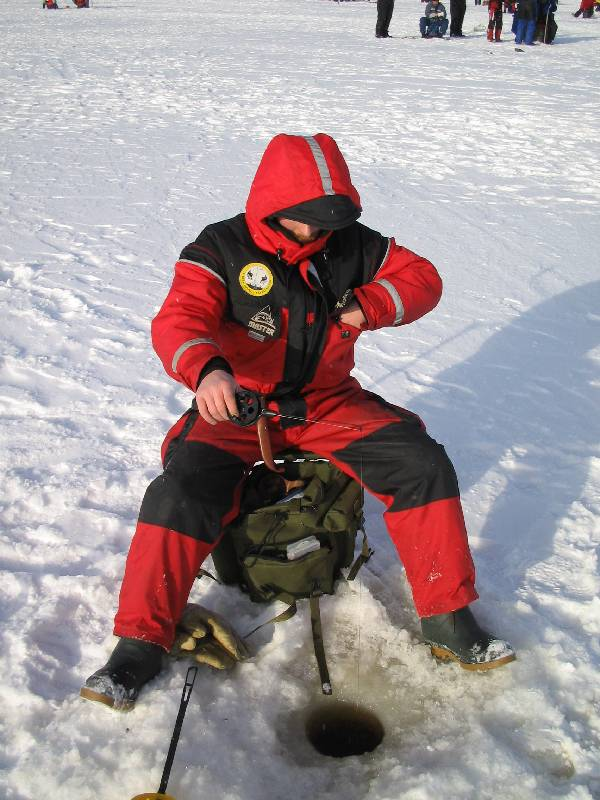
ماهیگیری روی یخ در مسابقات ماهیگیری Miljoonapilkki فنلاند.

ماهیگیری روی یخ نوعی ماهیگیری با نخ و قلاب ماهیگیری یا نیزه است از طریق شکافی در یخ بر روی توده ای آب یخ زده‌است. ماهیگیران از روی یخ ممکن است در فضای باز یا در محفظه‌های گرم شده با تخت دو طبقه و امکانات رفاهی ماهیگیری کنند.

## پناهگاه‌ها

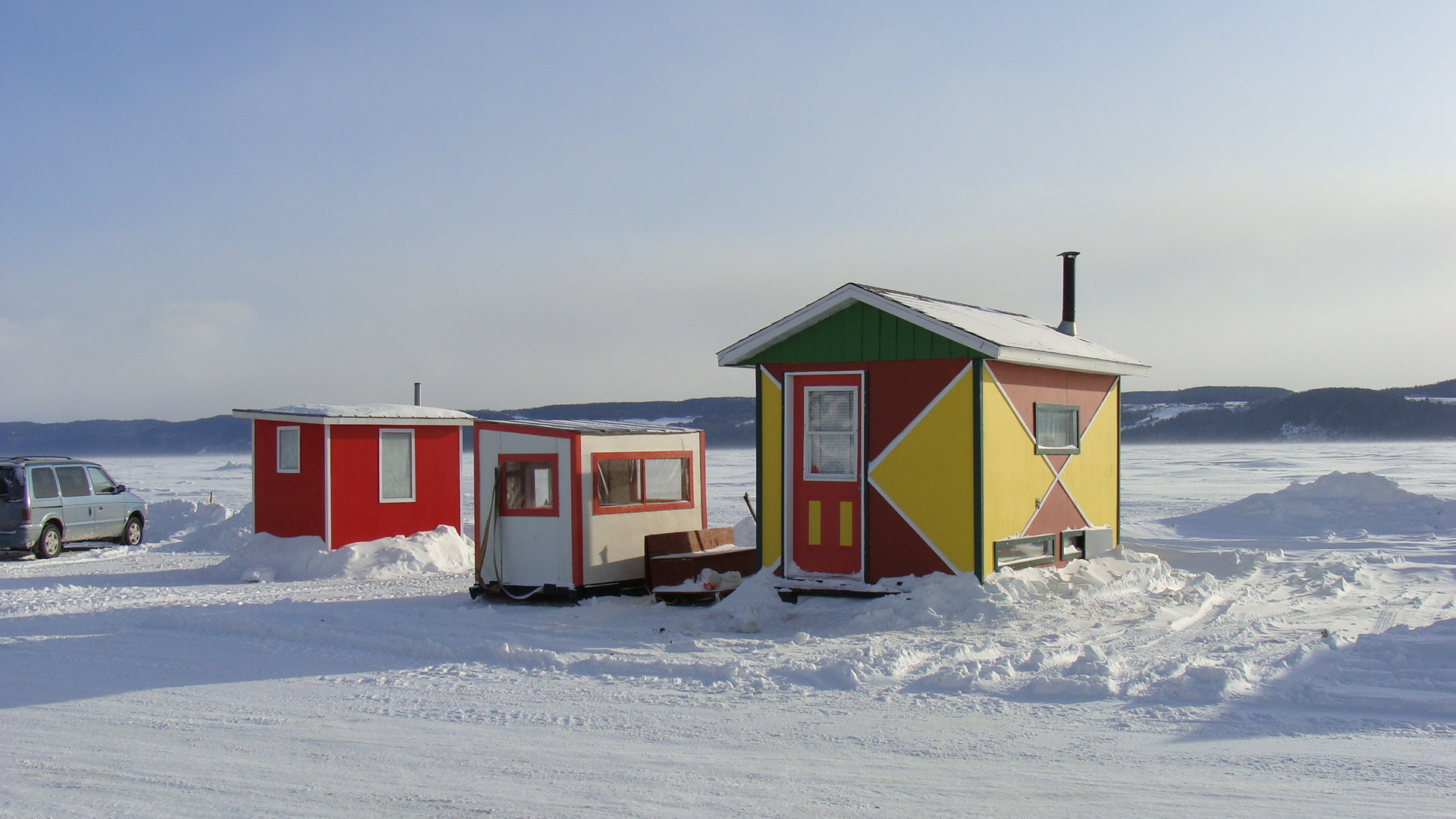
کبله‌های یخ بر روی دریاچه ای در سن-فولژانس، کبک، کانادا

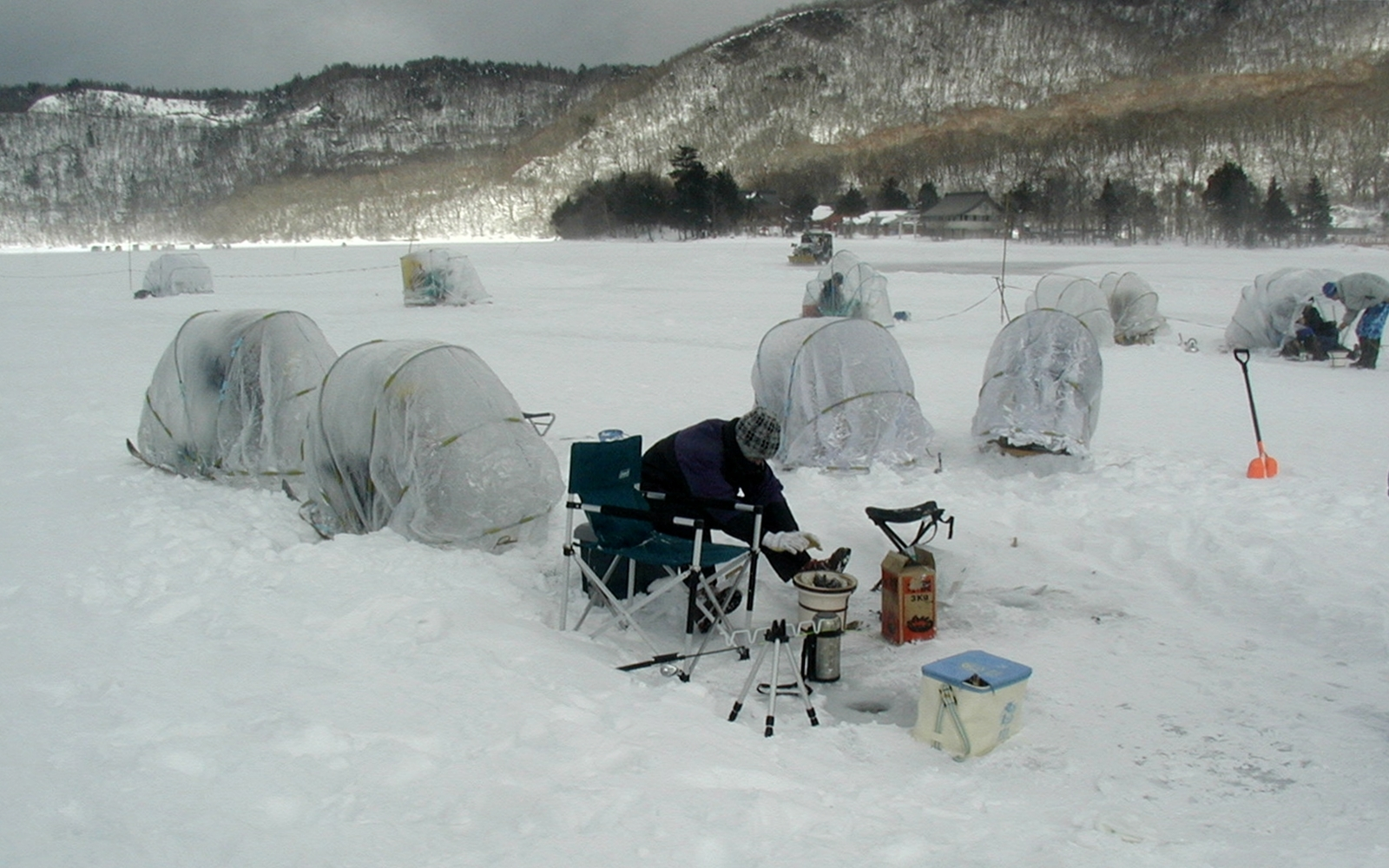
پناهگاه‌های حلزونی‌شکل برای صید سیمین‌ماهی هوکایدو بر رویدریاچه اونوما در ژاپن

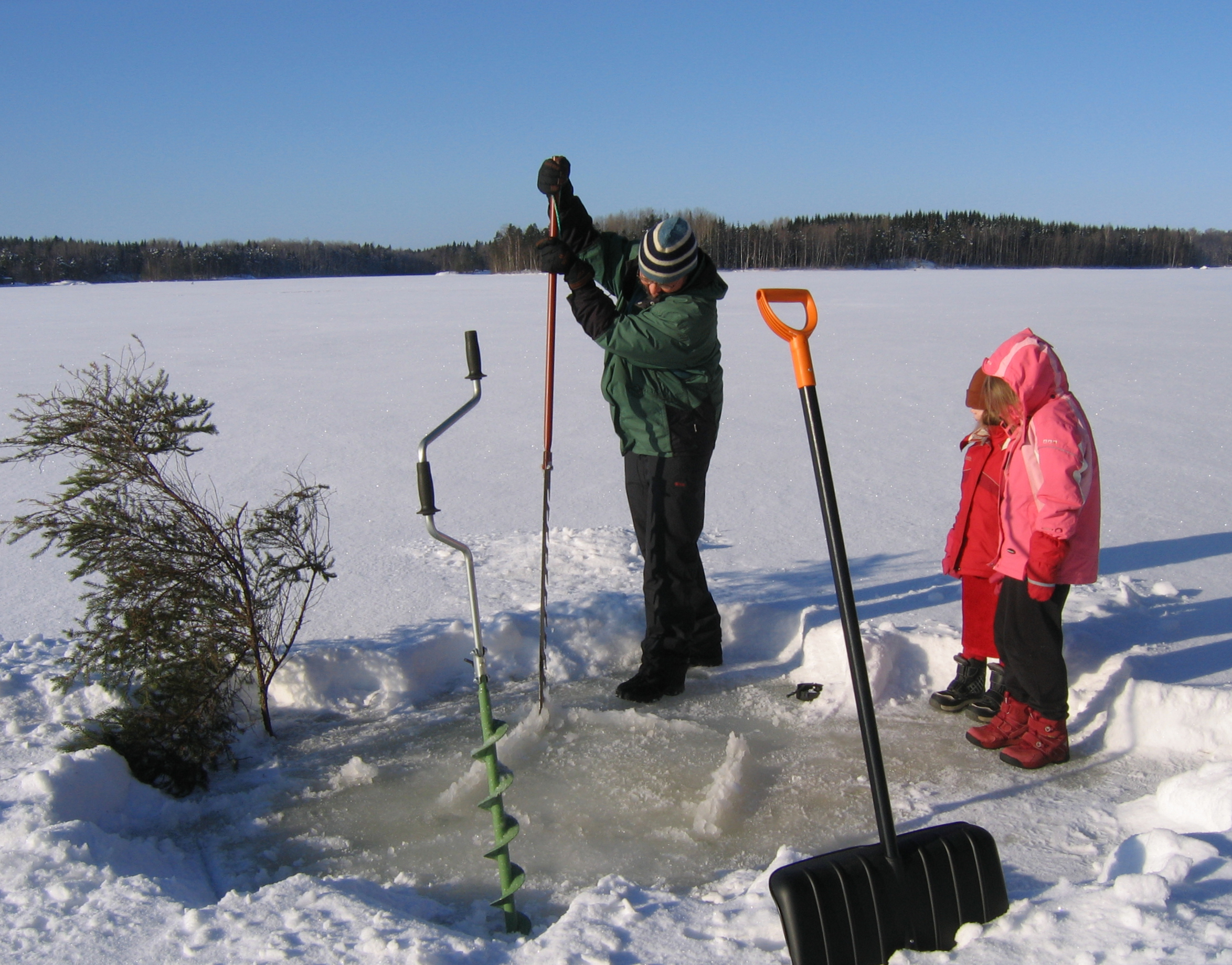
ماهیگیر روی یخ با اره سوراخی را در یخ داخل یخ را برش می‌دهد. یک مته زمینی و پاروی برف‌روبی در پش زمینه قابل مشاهده است.

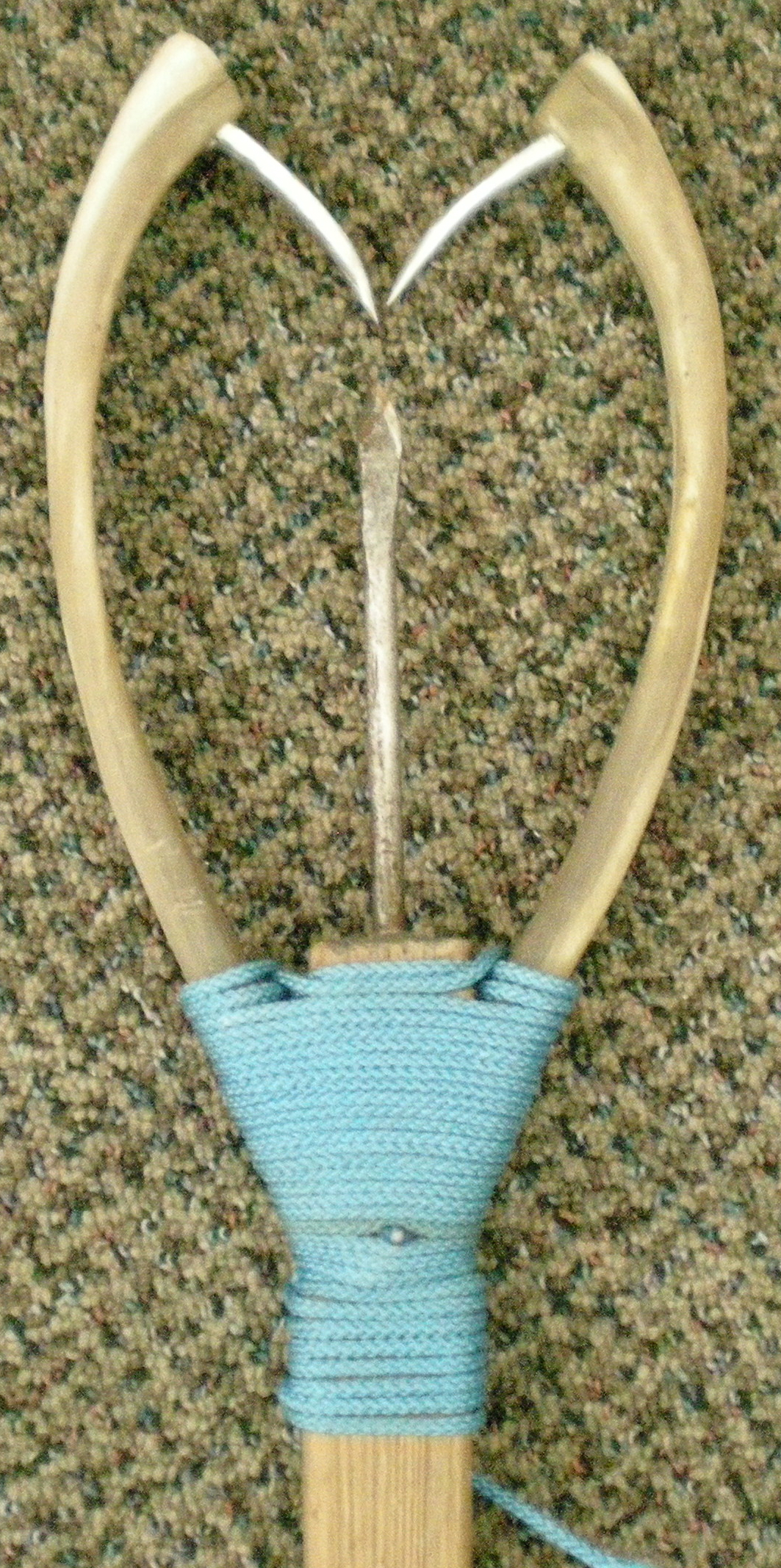
یک کاکیواک، نیزه ماهیگیری مورد استفادهٔ اینوئیت‌ها